# Vieux Palais de Berlin
Le Vieux Palais (en allemand : Altes Palais) est un monument historique situé à Berlin au numéro 9 du boulevard Unter den Linden, dans le quartier central de Mitte. Construit de 1834 a 1837 dans un style néo-classique, sur les plans de Carl Ferdinand Langhans, il fut l'ancienne résidence du prince Guillaume de Prusse, futur empereur allemand Guillaume Ier. 
Endommagé par le bombardement de Berlin pendant la Seconde Guerre mondiale, le bâtiment n'a été reconstruit qu'en 1963 / 1964, conjointement avec l'Alte Bibliothek adjacente. Il fait actuellement partie de l'université Humboldt qui occupe également l'ancien palais du Prince Henri lui faisant face.

## Histoire

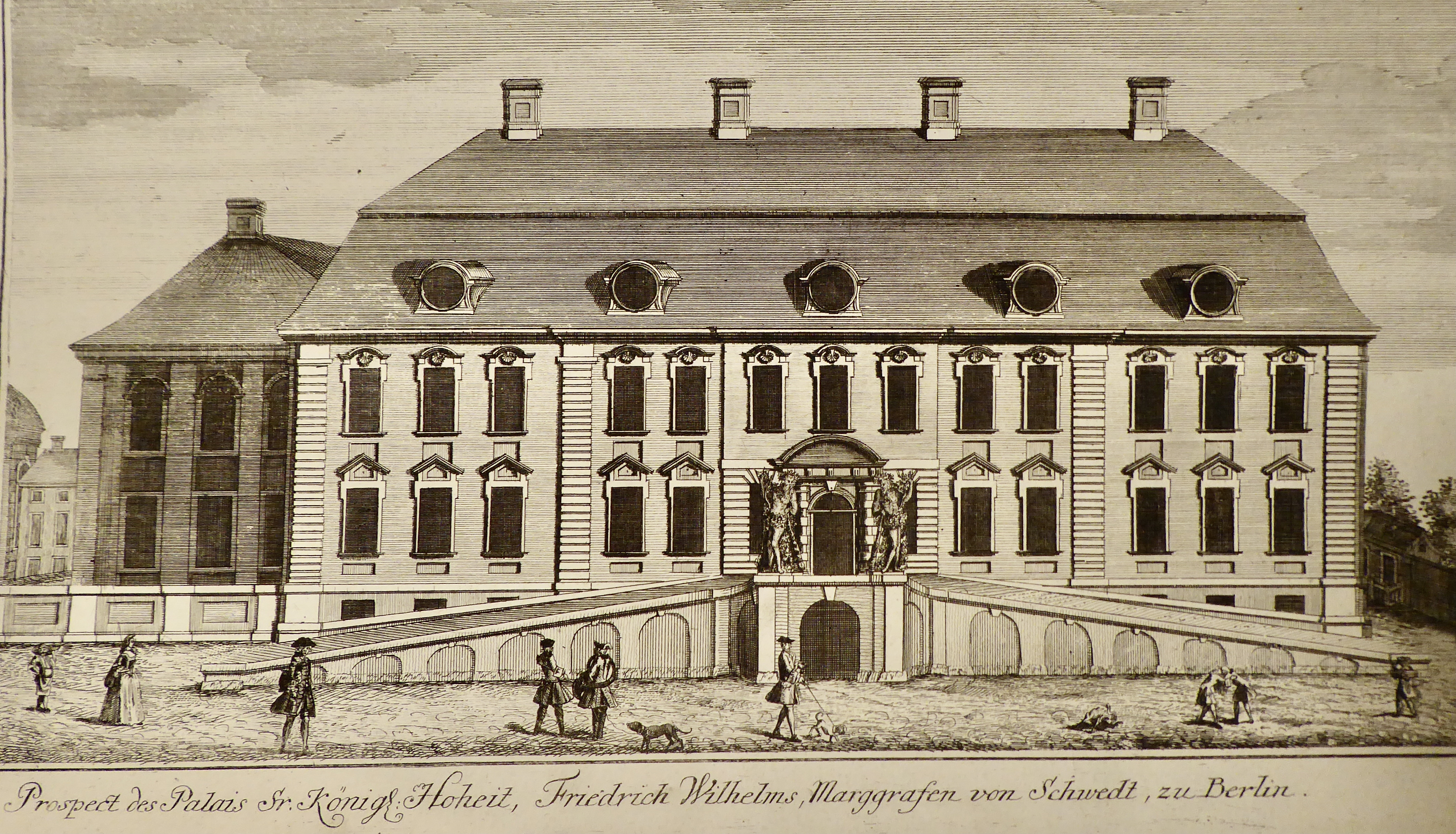
L'ancien palais du margrave Frédéric-Guillaume de Brandebourg-Schwedt, vers 1750.

Le palais a été construit à l'emplacement d'un hôtel particulier de style baroque, construit de 1688 de 1692 comme résidence pour Ernst von Weiler (1625–1693), major général de l'artillerie brandebourgeoise. Ce bâtiment a été acquis par le margrave Philippe-Guillaume de Brandebourg-Schwedt ; son fils Frédéric-Guillaume fit agrandir la demeure. Il fut la résidence du général Bogislav Friedrich Emanuel von Tauentzien, commandant de la ville de Berlin et chef du 3e corps d'armée, à partir de 1817. Son successeur le prince Guillaume de Prusse a déménagé dans le bâtiment après son mariage avec Augusta de Saxe-Weimar-Eisenach en 1829.
Dans le cadre du réaménagement de l'espace autour de la statue équestre de Frédéric le Grand (Forum Fridericianum), animé par le prince héritier Frédéric-Guillaume et projeté par Karl Friedrich Schinkel, une nouvelle résidence du prince Guillaume doit être construit à la place. Le prince optait pour le projet simple et élégant de l'architecte Carl Ferdinand Langhans, réalisé entre 1834 et 1837 dans un style néo-classique. Le Vieux Palais possède une longue façade à deux niveaux avec treize fenêtres. Le dernier étage en mezzanine était autrefois décoré de frises de terre cuite encadrées de dix-huit bas-relief en médaillon et de seize blasons. Une pergola est construite sur la Opernplatz (place de l'opéra).

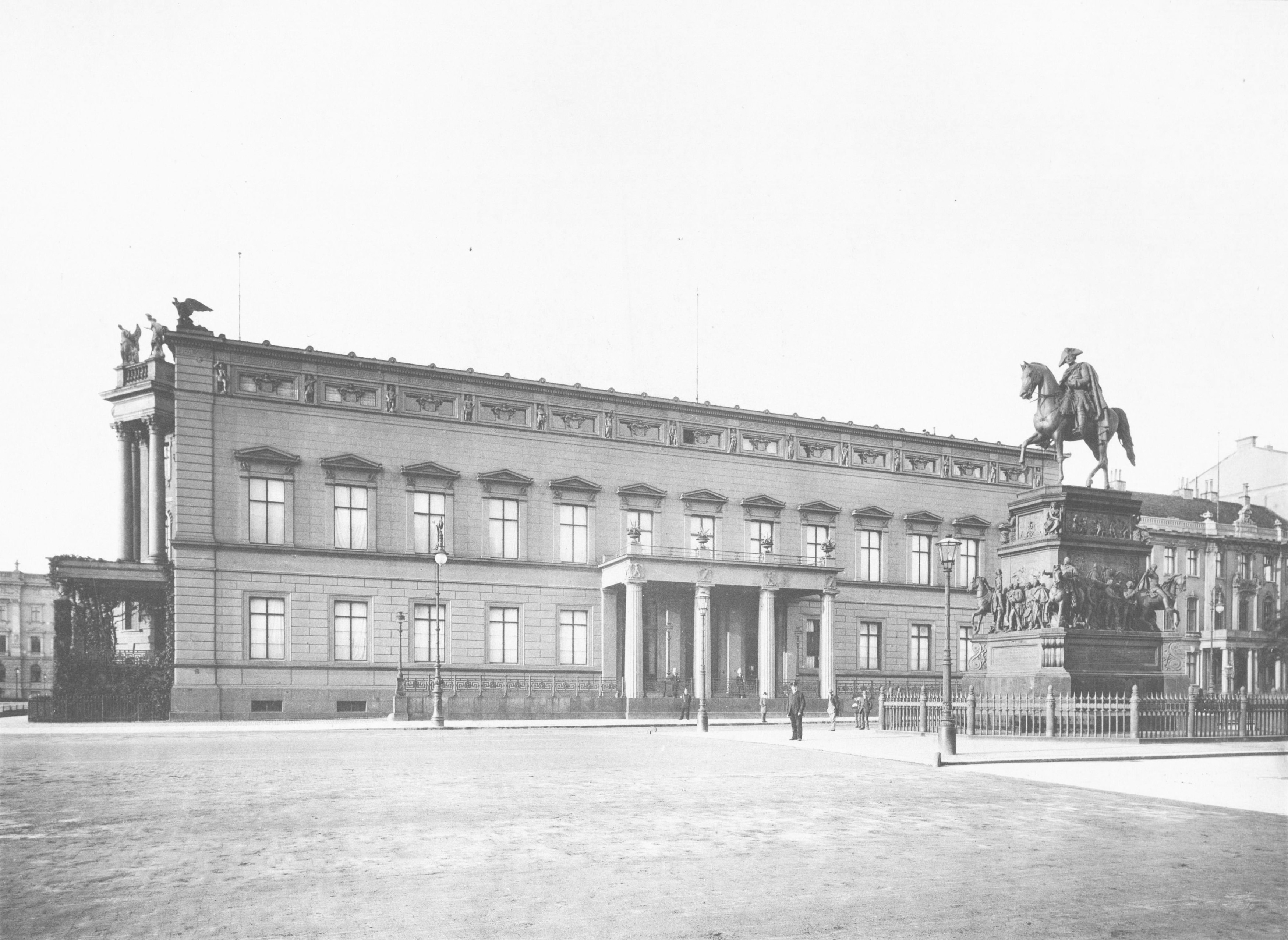
Le palais vers 1890. Au premier plan : la statue équestre de Frédéric II.

Pendant un demi-siècle, le palais est resté la résidence du prince Guillaume, régent puis roi de Prusse et empereur allemand à partir de 1871. Ici se trouvait son cabinet de travail où il a reçu son ministre-président et chancelier Otto von Bismarck. L'architecte Heinrich Strack fit rénover le bâtiment en 1854, avec des salles de bains. Dans les années 1880, les touristes y venir car le vieil empereur se tenait régulièrement à sa fenêtre pour surveiller la relève de la garde sur le devant de la Neue Wache en face. Guillaume y mourut le 9 mars 1888 et son épouse l'impératrice Augusta, deux ans plus tard.
Après la Première Guerre mondiale et la révolution allemande de 1918-1919, le bâtiment demeure la propriété de la maison de Hohenzollern. Le palais abrita dans les années 1920 un appartement laissé à la disposition de Hermine Reuss de Greiz, la seconde épouse et veuve de Guillaume II. Bombardé et brûlé en 1943, il a été confisqué aux Hohenzollern puis confié à la gestion de l`État d'Allemagne de l'Est. Reconstruit par la suite, la façade a été refaite en 1963-1964 par Fritz Meinhardt, comme elle était à l'origine. L'intérieur est modernisé. Le palais est de nouveau restauré en 2003-2005 pour 2,6 millions d'euros et la pergola reconstruite en 2007.